# Рідна справа — Думські вісті
«Рідна Справа — Думські Вісті» — орган Української парламентарної фракції у Другій Державній Думі, видавався два рази на тиждень від 12 квітня до 6 червня 1907 року у Петербурзі Українською Громадою.
Офіційні редактори — М. Хотовицький (6 чч.) і С. Нечитайло, фактичний — Василь Доманицький.
«Рідна Справа» пропагувала національну автономію України.
Загалом вийшло 12 чисел. 1—7 номери — редактор і видавець М.Хотовицький, 8—12 — депутат думи від Київщини С.Нечитайло. Рубрики: «Листи до депутатів», «Що діється в Росії», «Що діється в Україні». Газета подавала інформацію про чергові засідання і виступи українських депутатів щодо земельних справ в Україні, діяльності військово-польових судів, про українські часописи — «Раду», «Рідний край», «Україну», «Записки Наукового товариства імені Шевченка», «Літературно-науковий вістник» та ін. Друкувала матеріали про роботу депутатів-українців у думських комісіях — бюджетній, аграрній, продовольчій, фінансовій; внесення ними законопроєктів — про автономію України, народну освіту, справу сільських робітників. Автори статей: депутати — Богуславський, Довгополов, Гриневич, Нечитайло та ін., колишні депутати — Біляшевський, Вязлов, Чижевський, Шраг; письменники — О.Білоусенко, О.Русова, П.Смуток, М.Славинський. Припинила існування у зв'язку з маніфестом 3 червня 1907 російського імператора Миколи II про розпуск 2-ї Державної думи Російської імперії.